# サン・ジミニャーノ1300
サン・ジミニャーノ1300はサン・ジミニャーノの歴史的中心区にある歴史・芸術博物館である。開館は2010年2月。

## 施設
ガムッチ宮（後に聖カテリーナ修道院となる）とフィカレッリ宮の建物を利用した床面積800平方メートルの館内に、中世サン・ジミニャーノの歴史と芸術をテーマとした展示品が陳列されている。

## 展示内容
館内は10の展示室に分かれ、フランチジェーナ街道を初めとする中世の巡礼ルートに関する展示、中世の市街地と農村における職人の生活風景を再現したミニチュア、14世紀のサン・ジミニャーノの街を100分の1スケールで忠実に再現した巨大ミニチュア（ハンドメイドの陶製）などが展示されている。
14世紀初頭に画家メンモ・ディ・フィリップッチョがサン・ジミニャーノのポデスター宮内部に製作した有名なフレスコの部分をテーマとしたコーナーもある。彼の作品は、独立した中世都市であったサン・ジミニャーノの姿を細部に至るまで明瞭に伝える貴重な資料となっている。
2011年1月には、聖フランチェスコ修道院のミニチュアの展示も開始。同修道院はかつてサン・ジミニャーノ郊外にあったが、16世紀の城壁拡張工事のために完全に取り壊された。
見学コースの最後にはエンリーコ・グエッリーニの水彩画を展示。サン・ジミニャーノとその一帯の歴史、エトルリアの時代から現代に至るまでの歴史における重要な場面が描かれている。

## 評価等
2011年、サン・ジミニャーノ1300はイタリア・ユネスコ国内委員会の後援認定を受けた。これは同博物館の教育事業「Storia, Arte e Tradizione（歴史と芸術、そして伝統）」 の教育的価値が評価されたため。

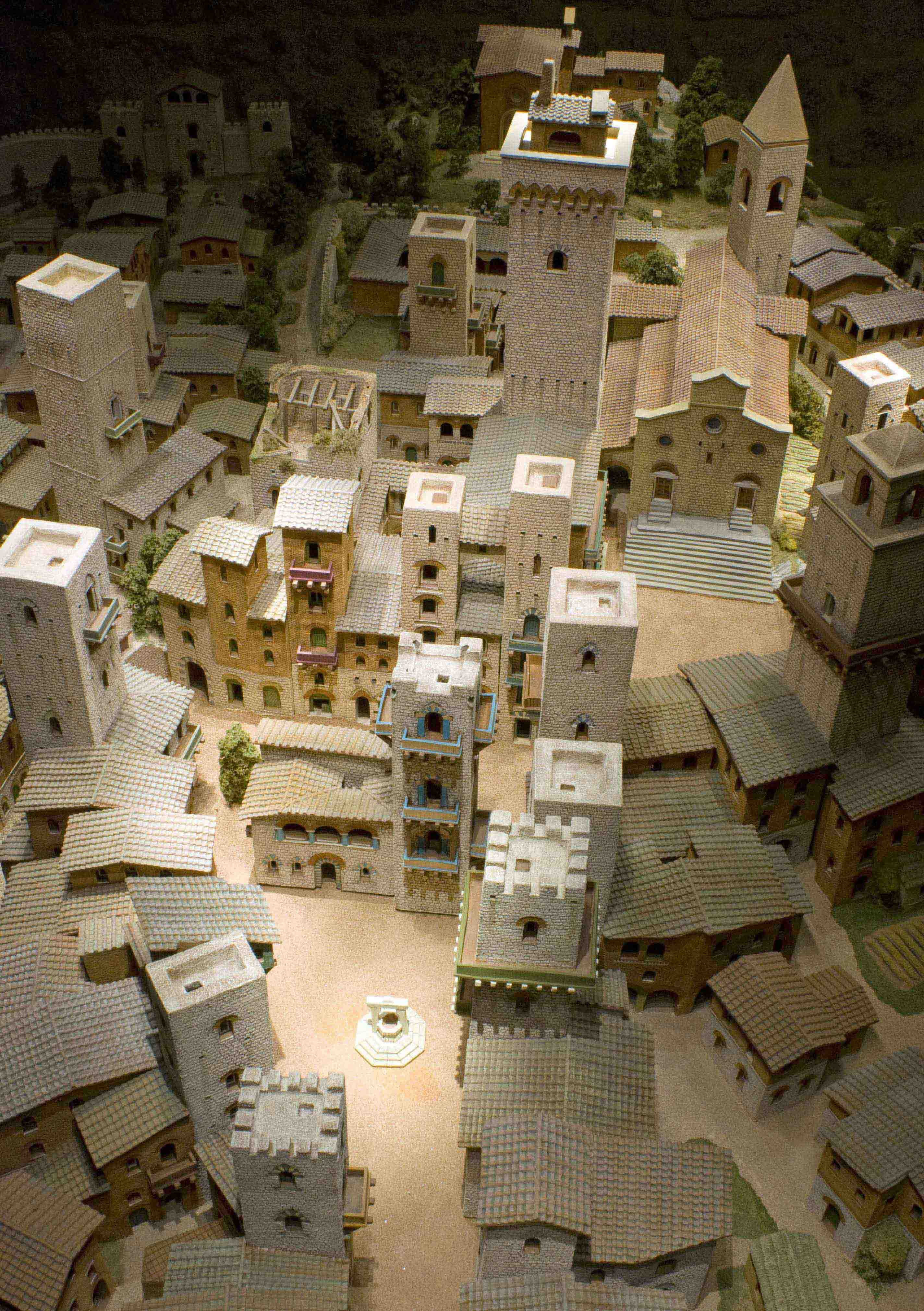
サン・ジミニャーノ1300
デッラ・チステルナ広場